# Daniel Johansen (Leichtathlet)
Daniel Johansen (Victor Daniel Johansen; * 4. April 1885 in Oslo; † 7. Dezember 1967 ebd.) war ein norwegischer Speerwerfer.
Bei den Olympischen Spielen 1912 in Stockholm wurde er Zwölfter im Speerwurf und Siebter im beidarmigen Speerwurf.
Von 1911 bis 1915 wurde er fünfmal in Folge Norwegischer Meister. Seine persönliche Bestleistung von 52,71 m stellte er am 12. September 1915 in Kristiania auf.